# Capeliano
Capeliano (latino: Capelianus; fl. 238) è stato un militare romano, governatore della provincia romana di Numidia, che sedò la rivolta di Gordiano I e Gordiano II in Africa contro l'imperatore romano Massimino Trace nel 238.

## Origini

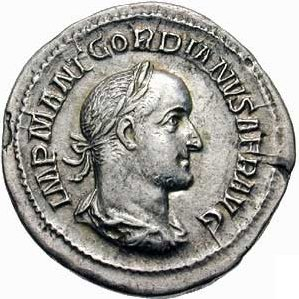
Ritratto di Gordiano II, che fu sconfitto e ucciso da Capeliano nella battaglia di Cartagine (238)

Non ci sono notizie certe sull'origine familiare di Capeliano: probabilmente la sua famiglia, di rango senatoriale, era originaria di Cirta, in Numidia. Il suo cursus honorum iniziò con la pretura; divenne poi legatus Augusti pro praetore Numidiae per volere di Massimino Trace: in quanto governatore di Numidia, controllava l'unica legione stanziata in Africa, la Legio III Augusta.

## Contro i Gordiani

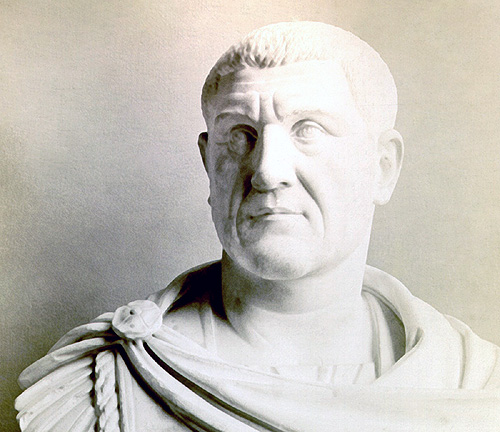
Ritratto dell'imperatore romano Massimino Trace (235-238), cui Capeliano rimase fedele in occasione della rivolta dei Gordiani; è però suggerito dalle fonti che Capeliano intendesse assumere la porpora alla morte di Massimino

All'inizio del 238 i grandi proprietari terrieri africani elessero imperatore il proconsole dell'Africa proconsolare, Marco Antonio Gordiano Semproniano Romano Africano (Gordiano I), il quale associò al trono il figlio omonimo (Gordiano II), in opposizione a Massimino. Senza attendere ordini, Capeliano, che disponeve di un considerevole contingente militare ben addestrato, e che aveva avuto in passato una qualche disputa legale con Gordiano I, gli ordinò di andarsene dalla provincia. Poi impose alle sue truppe, tra cui la legio III Augusta ed alcune unita di truppe ausiliarie, un solenne giuramento di fedeltà a Massimino, conducendole contro Cartagine, dove i due Gordiani avevano stabilito il loro quartier generale. La città fu assalita del panico all'avvicinarsi del governatore della Numidia, tanto che molti dei suoi abitanti si rifugiarono da Capelliano. Intanto Gordiano, conscio di non essere in grado di affrontare tali forze, si diede la morte, impiccandosi. Intanto il figlio, Gordiano II, con le mal addestrate truppe rimastegli, seppure in numero superiore, decise di affrontare Capelliano in uno scontro alle porte della città, ma fu sconfitto e morì in battaglia che seguì (12 aprile). Secondo la Historia Augusta invece, il padre Gordiano I, appresa la notizia della morte del figlio in battaglia, si suicidò.
La Historia Augusta racconta come Gordiano avesse deposto Capeliano, il quale avrebbe raccolto le sue forze, Mauri compresi, e attaccato Cartagine, facilitato dal tradimento della popolazione punica. Gordiano I avrebbe ordinato al figlio di attaccare il nemico, ma Capeliano, più esperto nelle cose militari, avrebbe avuto la meglio su Gordiano II, rammollito dalla nobiltà. La sconfitta di Gordiano II fu facilitata da una grande tempesta (cosa rara in Africa, come precisa l'autore della Historia), che scompaginò la milizia di Gordiano, il quale venne ucciso, senza che fosse possibile ritrovarne il corpo.
Dopo la vittoria, che pose fine dopo soli venti giorni al regno dei due Gordiani, Capeliano avrebbe sterminato, nel nome di Massimino, tutti i sostenitori dei Gordiani in Africa: saccheggiò città e templi, dividendo il bottino tra i suoi soldati, e uccise nobili e popolani allo stesso modo; la Historia suggerisce che agisse in questo modo per ottenere il favore dell'esercito, in modo che, nell'eventualità della morte di Massimino, potesse sostenere l'elevazione al trono del suo comandante.
Le fonti affermano che tra le ragioni per le quali Capeliano attaccò Gordiano ci fu l'odio personale: i due avevano avuto una contesa legale in passato; inoltre Capeliano era un sottoposto di Gordiano; infine, pare che Capeliano aspirasse al trono lui stesso. Va anche considerata la lealtà di Capeliano nei confronti di Massimino, il quale, essendo un imperatore "barbaro", non aveva il sostegno dei senatori romani.

## Fine
Nel frattempo, però, il Senato romano aveva sostenuto ufficialmente i due Gordiano, proclamando Massimino nemico pubblico e nominando suoi successori i senatori Pupieno e Balbino; Massimino prese le armi contro Roma, ma nell'aprile 238 morì davanti ad Aquileia.
Il fato di Capeliano non è noto: si sa che la sua legione, la III Augusta, fu disciolta da Gordiano III, figlio di una sorella di Gordiano II, nel 239, dopo che il nipote di Gordiano I ebbe ottenuto il trono.